# Hector (préfet de la Provence marseillaise)
Pour les articles homonymes, voir Hector (homonymie).
Hector ( ? – Autun, Pâques 675), préfet et patrice de la Provence marseillaise

## Biographie
Hector est patrice de Provence en 673 à l’époque où Childéric II, roi d'Austrasie depuis 662, devient roi de tous les Francs. Avec l’évêque d'Autun Léger, il s’oppose à la politique centralisatrice du maire du Palais neustrien, Ebroïn. Pour mémoire, il convient de rappeler que Léger (Leodegarius) avait pris initialement l’ascendant sur Childéric II et ne quittait pas le « palais », au point d’y faire, en quelque sorte, figure de maire. Mais s’étant permis de présenter des observations au jeune roi sur sa conduite, il s'était aliéné la faveur royale.
Aussi quand l'évêque d'Autun reçoit chez lui Hector, venu à la cour à propos d’un différend avec Praejectus (saint Prix), l'évêque d’Auvergne, Léger est accusé de comploter avec le patrice de Provence. Hector et Léger tombent dans un véritable traquenard organisé par (saint) Prix, avec l’aide du franc Childéric II : Hector est tué le samedi saint de 675 et l’évêque d’Autun exilé à Luxeuil où il retrouve son adversaire Ebroïn. L’historien Paul-Albert Février précise qu’Hector est « assassiné à Autun pour avoir déplu à Childéric ».

## Conséquences
Dès 675, l’assassinat qui suit du roi Childéric par un groupe de nobles provoque ouvertement le morcellement régional et des guerres entre ces nouveaux pouvoirs politiques. En Neustrie, Childéric est remplacé par son frère Thierry à qui il avait succédé en 673 quand ce dernier avait été tonsuré et cloitré au monastère de Saint-Denis. En Austrasie, les grands du royaume se souvenant de l’existence de Dagobert, l’exilé d'outre-Manche, le font revenir. Mais revenu sur la terre de ses ancêtres, Dagobert ne règne pas longtemps ; victime de la violence de son temps, il est assassiné le 23 décembre 679.
Quant à (saint) Prix, l’évêque d'Auvergne, il est activement recherché. Il est finalement rattrapé à Volvic et exécuté en ce lieu le 25 janvier 676. En Provence, profitant de l'assassinat d'Hector, Etichon-Adalric d'Alsace envahit le pays et essaie de prendre Lyon, mais en vain. En revenant en Alsace, il constate que le roi de Neustrie, Thierry, a confié ses terres à un seigneur bourguignon, qui lui est totalement dévoué. À Clermont même, l'évêque tué est remplacé par Avitus et en Provence austrasienne ce n'est qu'à la fin des années 670 ou au tout début des 680, c'est-à-dire à la fin de cette période de troubles, qu'un nouveau patrice apparaît ; il s'agit de Bonnet, le propre frère d'Avitus.

### Sources
- Georges de Manteyer - La Provence du premier au douzième siècle - Librairie Alphonse Picard & fils, Paris, 1908, 531 p. ici
- Paul-Albert Février (dir.) - La Provence des origines à l'an mil - Éditions Ouest-France Université, 1989 -  (ISBN 2737304563)
- Michel Rouche, Jean Heuclin - Le choc des cultures - Presses Univ. Septentrion, 2003 –  (ISBN 2859397981)